# 北部地方会議区
北部地方会議区（ほくぶちほうかいぎく）は、オランダ統治時代の台湾に置かれた行政区画の一つ。1644年にオランダ東インド会社により設定され、1661年まで存続した。管轄範囲は大員から台南の地域であり、地域内には数十の平埔族族社が存在していた。
この会議区は他の会議区同様に各区の統治者を設けず、各平埔族族社長老あるいは漢人村長が直接大員長官に帰属する制度であった。